# Florent Hadergjonaj
Florent Hadergjonaj (Langnau im Emmental, 31 de julho de 1994) é um futebolista kosovar nascido na Suíça que atual como lateral-direito. Atualmente defende o Alanyaspor, e a Seleção Kosovar de Futebol. Anteriormente, defendeu a Seleção Suíça de Futebol.

## Carreira de Clube

### Young Boys
Hadergjonaj é um jovem expoente de Young Boys. Ele fez sua estreia na Superliga Suíça em 29 de setembro de 2013 contra o Zürich em 1 a 0 derrota em casa. Ele fez 11 jogos no campeonato durante a temporada 2013-2014. Ganhou o prêmio de Melhor Jogador do Ano de Young Boys após 1 ano e meio de sua estreia.

### Ingolstadt 04
Em 8 de agosto de 2016, Hadergjonaj assinou um contrato de quatro anos com a Ingolstadt 04.

### Huddersfield Town
Em 24 de agosto de 2017, o Hadergjonaj foi contratado por um empréstimo de uma temporada pelo Huddersfield Town, com o clube comprando o jovem suíço durante a temporada de transferências de janeiro de 2018.

## Estatísticas de carreira
| Clube             | Temporada         | Campeonato nacional | Campeonato nacional | Campeonato nacional | Copa nacional | Copa nacional | Competições continentais | Competições continentais | Outros torneios | Outros torneios | Total | Total |
| Clube             | Temporada         | Competição          | Jogos               | Gols                | Jogos         | Gols          | Jogos                    | Gols                     | Jogos           | Gols            | Jogos | Gols  |
| ----------------- | ----------------- | ------------------- | ------------------- | ------------------- | ------------- | ------------- | ------------------------ | ------------------------ | --------------- | --------------- | ----- | ----- |
| Young Boys        | 2013–14           | Swiss Super League  | 11                  | 0                   | 1             | 0             | —                        | —                        | 0               | 0               | 12    | 0     |
| Young Boys        | 2014–15           | Swiss Super League  | 26                  | 0                   | 0             | 0             | —                        | —                        | 8[A]            | 0               | 34    | 0     |
| Young Boys        | 2015–16           | Swiss Super League  | 32                  | 0                   | 2             | 0             | —                        | —                        | 2[B]            | 0               | 36    | 0     |
| Young Boys        | 2016–17           | Swiss Super League  | 2                   | 0                   | 0             | 0             | —                        | —                        | 2[C]            | 0               | 4     | 0     |
| Young Boys        | Total             | Total               | 71                  | 0                   | 3             | 0             | —                        | —                        | 12              | 0               | 86    | 0     |
| Ingolstadt 04     | 2016–17           | Bundesliga          | 25                  | 1                   | 0             | 0             | —                        | —                        | —               | —               | 25    | 1     |
| Ingolstadt 04     | 2017–18           | 2. Bundesliga       | 2                   | 0                   | 0             | 0             | —                        | —                        | —               | —               | 2     | 0     |
| Ingolstadt 04     | Total             | Total               | 27                  | 1                   | 0             | 0             | —                        | —                        | —               | —               | 27    | 1     |
| Huddersfield Town | 2017–18 (emp.)    | Premier League      | 23                  | 0                   | 3             | 0             | 1                        | 0                        | —               | —               | 27    | 0     |
| Huddersfield Town | 2018–19           | Premier League      | 7                   | 0                   | 0             | 0             | 0                        | 0                        | —               | —               | 34    | 0     |
| Total de Carreira | Total de Carreira | Total de Carreira   | 128                 | 1                   | 6             | 0             | 1                        | 0                        | 12              | 0               | 147   | 1     |

Notas
- A. ^ : Aparições na Liga Europa
- B. ^ : Uma aparição na Liga dos Campeões e uma na Liga Europa
- C. ^ : Aparições na Liga dos Campeões